# Notodon roigii
Notodon roigii är en ärtväxtart som beskrevs av Per Axel Rydberg. Notodon roigii ingår i släktet Notodon och familjen ärtväxter. Inga underarter finns listade i Catalogue of Life.